# Stazione di Monteverde (Marche)
La fermata di Monteverde è stata una fermata ferroviaria posta lungo la ex linea ferroviaria a scartamento ridotto Porto San Giorgio-Fermo-Amandola chiusa il 27 agosto 1956, a servizio dell'omonima frazione di Montegiorgio.